# Mats Blomqvist
Mats Åke Blomqvist, kallad "Blomman", född 11 mars 1956 i Luleå, är en svensk före detta professionell ishockeymålvakt.
Han spelade i Luleå HF 1977-1981 samt 1982-1987.